# سرمایه‌گذاری ادوارد جونز
سرمایه‌گذاری ادوارد جونز (انگلیسی: Edward Jones Investments) شرکت سرمایه‌گذاری آمریکایی است، که در سال ۱۹۲۲ توسط ادوارد جونز تأسیس شد.